# ایلکا نینیلوئوتو
ایلکا نینیلوئوتو (انگلیسی: Ilkka Niiniluoto؛ زادهٔ ۱۲ مارس ۱۹۴۶) دانشمند در زمینه فلسفه اهل فنلاند است.